# Schistophallus cyprius
Schistophallus cyprius is een slakkensoort uit de familie van de Oxychilidae. De wetenschappelijke naam van de soort is voor het eerst geldig gepubliceerd in 1847 door L. Pfeiffer.